# Сюля
Сюля (якут. Сүлэ) — село в Нюрбинском районе Республики Саха (Якутия) России. Административный центр и единственный населённый пункт Сюлинского наслега.

## География
Село находится в западной части Якутии, в пределах восточной части Верхневилюйского плато, к северу от реки Вилюй, на расстоянии примерно 4 км (по прямой) к северу от города Нюрба, административного центра района.
Климат
Климат характеризуется как резко континентальный, с продолжительной морозной зимой и жарким летом. Абсолютный минимум температуры воздуха самого холодного месяца (января) составляет −61 °C; абсолютный максимум самого тёплого месяца (июля) — 40 °C. Среднегодовое количество атмосферных осадков составляет 260—280 мм. Снежный покров держится в течение 210—225 дней в году.
Часовой пояс
Село Сюля находится в часовой зоне МСК+6. Смещение применяемого времени относительно UTC составляет +9:00.

## Население
| 2002 | 2010 | 2012 | 2013 | 2014 | 2015 | 2016 |
| ---- | ---- | ---- | ---- | ---- | ---- | ---- |
| 474  | ↗526 | →526 | ↘523 | ↗525 | ↗529 | ↘521 |
| 2017 | 2018 | 2019 | 2020 | 2021 |      |      |
| ↗522 | ↗538 | ↘525 | ↘512 | ↗520 |      |      |

Половой состав
По данным Всероссийской переписи населения 2010 года, в гендерной структуре населения мужчины составляли 48,5 %, женщины — соответственно 51,5 %.
Национальный состав
Согласно результатам переписи 2002 года, в национальной структуре населения якуты составляли 98 % из 474 чел.

## Улицы
| - ул. Берёзовая, - ул. Вячеслава Лугинова, - ул. Депутатская, - ул. Дмитрия Фёдорова, - ул. Ивана Алексеева, | - ул. Лесная, - ул. Механизаторов, - ул. Новая, - ул. Сюлинская, - ул. Трудовая. |

## Инфраструктура
В селе действуют средняя общеобразовательная школа, детский сад, фельдшерско-акушерский пункт, культурный центр «Айыы тайбыт» и библиотека.